# Olallamys albicauda
Olallamys albicauda is een zoogdier uit de familie van de stekelratten (Echimyidae). De wetenschappelijke naam van de soort werd voor het eerst geldig gepubliceerd door Günther in 1879.

## Voorkomen
De soort komt voor in Colombia, in bossen op een hoogte tussen 2000 en 3200 meter. Het leefgebied van de soort wordt bedreigd door ontbossing voor onder andere de veeteelt.